# Vol Noar Linhas Aeréas 4896
Le 13 juillet 2011, le vol Noar Linhas Aeréas 4896, assuré par un Let L-410 Turbolet et assurant un vol intérieur entre Recife et Mossoró, au Brésil, s'écrase dans le quartier de Boa Viagem, peu après son décollage de l'aéroport international de Recife, à la suite d'une panne moteur. Les 16 occupants de l'appareil sont tous décédés.

## Avion

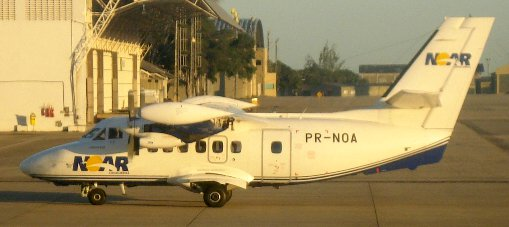
Un Let L-410 Turbolet de, similaire à celui impliqué dans le crash.

L'aéronef accidenté était un Let L-410UVP-E20 immatriculé PR-NOB (numéro de série 2722) et construit en 2010. C'était alors le deuxième exemplaire de Let L-410 acheté par la compagnie brésilienne Noar Linhas Aéreas (en), il est entré en service en juin 2010.
Le L-410 est un avion de transport régional équipé de deux turbopropulseurs M601E (en), produits par le constructeur tchèque Walter. Le M601 est un turbomoteur à turbine libre, dont l'hélice est entraînée par une turbine non reliée au compresseur du moteur.

## Accident
Le vol 4896 a décollé de la piste 18 de l'aéroport international de Recife à 6 h 50, heure locale (9 h 50 UTC), à destination de l'aéroport international Augusto Severo (en) de Natal, puis de l'aéroport de Mossoró (en), sa destination finale. 

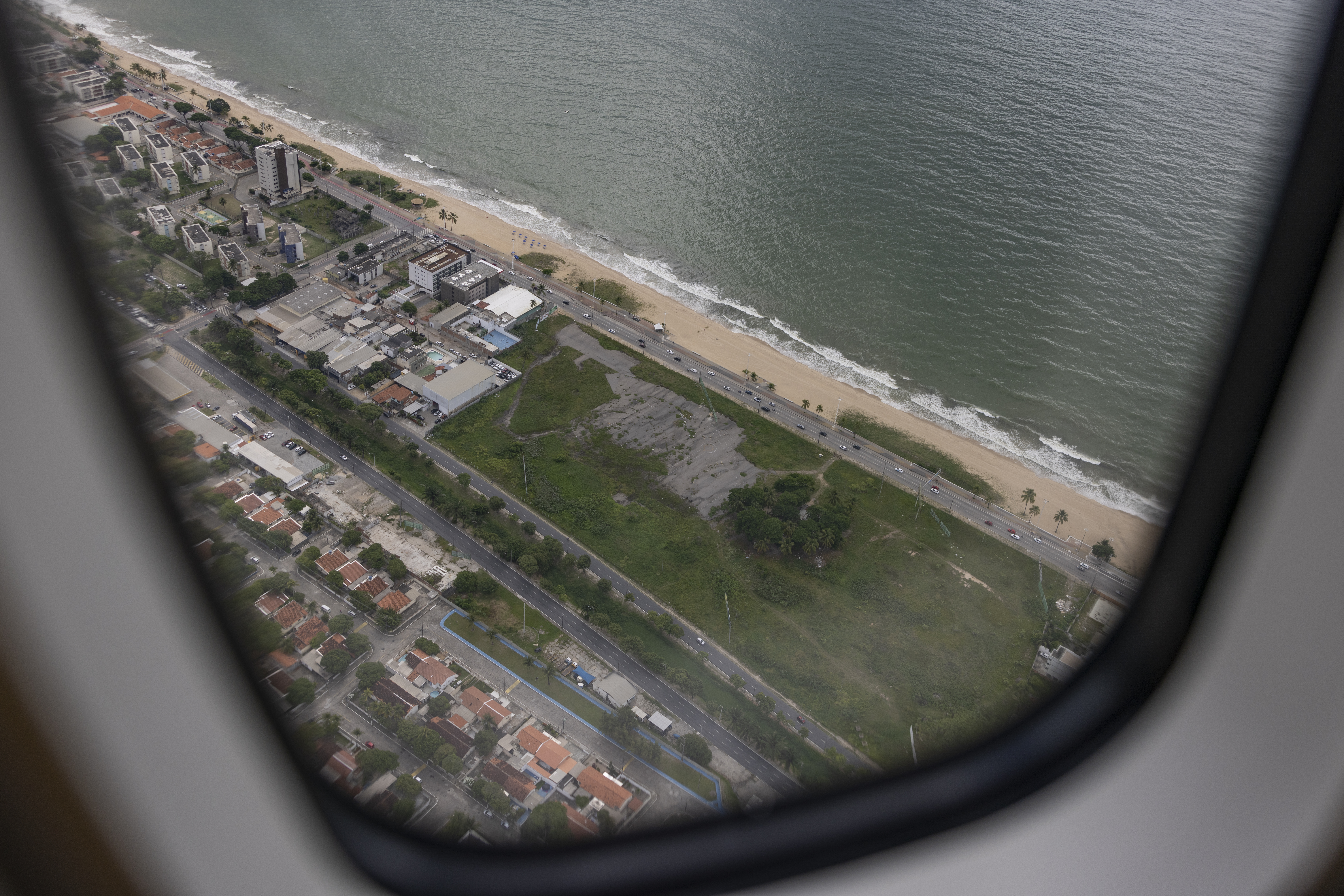
Photo aérienne du site du crash du vol 4896, prise en 2022.

Quelques secondes après le décollage, le moteur gauche a rapidement perdu de la puissance et, une minute plus tard, l'équipage a lancé un appel de détresse, demandant un retour immédiat à l'aéroport. Le L-410 a grimpé à 400 pieds (121 m) en virant pour se positionner pour un atterrissage sur la piste 36, opposée à la piste 18, mais il a ensuite commencé à perdre de l'altitude. 
À 6 h 54, peu après que l'équipage a annoncé son intention de tenter un atterrissage d'urgence sur la plage, l'avion est entré en décrochage et s'est écrasé dans un terrain vague situé à Boa Viagem, à environ 2 km de l'extrémité de la piste 36. 
Un violent incendie post-impact s'est alors déclaré, consumant la majeure partie de l'épave. Les deux pilotes et les 14 passagers présents à bord ont tous été tués sur le coup.

## Enquête
Une enquête sur cet accident a été ouverte par le Centro de Investigação e Prevenção de Acidentes Aeronáuticos (CENIPA).
En juillet 2013, la CENIPA a publié son rapport final. Il a conclu que la panne du moteur gauche est due à la rupture d'une aube du compresseur peu après le décollage, causant d'importants dommages au moteur et une perte de puissance. Cette rupture est due à la fatigue du métal, prenant naissance sous la surface de l'aube. Un contrôle par ressuage fluorescent (en), effectué lors de la maintenance six mois avant l'accident, n'avait pourtant révélé aucune anomalie au niveau des aubes. 
Bien que les avions bimoteurs soient normalement capables de voler avec un moteur en panne, le rapport a identifié plusieurs facteurs qui ont empêché le L-410 de maintenir son altitude et sa vitesse, notamment une surcharge de 130 kg par rapport à la masse maximale autorisée pour le décollage, en raison d'une erreur dans le logiciel utilisé par le régulateur de vol, ainsi que l'application insuffisante de la gouverne de direction par le pilote en fonction (PF) et l'exécution incomplète de la procédure d'urgence recommandée en cas de panne moteur au décollage.
Le rapport a également mis en évidence de nombreuses lacunes dans le programme de formation de la compagnie aérienne concernant les pannes moteur au décollage sur le L-410, ainsi que des divergences entre les différentes versions des listes de contrôle mises à la disposition des équipages. La CENIPA a formulé plusieurs recommandations de sécurité à Noar Linhas Aéreas et à Let pour remédier à ces différents problèmes, ainsi qu'à GE Aerospace, propriétaire du motoriste Walter, afin de « réévaluer la méthode utilisée pour l'examen des aubes ».